# Matriz (Borba)
Matriz es una freguesia portuguesa del concelho de Borba, con 41,23 km² de superficie y  habitantes (2001). Su densidad de población es de 89,8 hab/km².